# Медведев, Вячеслав Николаевич
Вячеслав Николаевич Медведев (5 ноября 1971) — советский и молдавский футболист, нападающий, полузащитник, игрок в мини-футбол.
Воспитанник СДЮШОР-3 Челябинск. В 1989—1990 годах играл за местную команду «Стрела» / «Зенит» во второй и второй низшей лигах. В 1991 году играл во второй низшей лиге за «Волгарь» Астрахань, в 1992 — во второй лиге России за ЦСКА-2. В сезоне 1992/93 провёл 14 матчей в чемпионате России по мини-футболу за КСМ-24.
Весной 1992 года играл в чемпионате Молдавии за «Динамо-Кодру» (Кишинёв), забил 7 голов в 17 матчах. 20 мая 1992 сыграл единственный матч за сборную Молдавии — против Литвы.
В сезоне 1994/95 провёл две игры в чемпионате Молдавии за «Зимбру».